# Батинци
Батинци (мкд. Батинци) су насеље у Северној Македонији, у северном делу државе. Батинци припадају општини Студеничани, која окупља јужна предграђа Града Скопља.

## Географија
Батинци су смештени у северном делу Северне Македоније. Од најближег већег града, Скопља, насеље је удаљено 15 km јужно.
Насеље Батинци је у оквиру историјске области Торбешија, која се обухвата јужни обод Скопског поља. Насеље је смештено на прелазу из поља на северу у брдски предео ка југу. Поред села протиче Маркова река. југоисточно од насеља издиже се планина Китка, а северозападно планина Водно. Надморска висина насеља је приближно 280 метара.
Месна клима је измењена континентална са мањим утицајем Егејског мора (жарка лета).

## Становништво
Батинци су према последњем попису из 2002. године имали 5.364 становника.
Етнички састав:
| Националност | Укупно        |
| Албанци      | 3.217 (60,0%) |
| Бошњаци      | 1.660 (30,9%) |
| Турци        | 407 (7,6%)    |
| Македонци    | 36 (0,7%)     |
| остали       | 44 (0,8%)     |

Већинска вероисповест је ислам.